# Steve Blackman
Steve Blackman (* 28. September 1963 in Annville, Pennsylvania) ist ein US-amerikanischer Kampfsportler und ehemaliger professioneller Wrestler, welcher am meisten Bekanntheit erlangte durch seine Karriere bei der World Wrestling Federation (WWF). Sein Spitzname lautet „The Lethal Weapon“. Blackman war sechsmal Hardcore-Champion während seiner Karriere und hielt den Titel auch, addiert man die Zeiten all seiner Regentschaften, am längsten.

## Professionelle Wrestling-Karriere

### Stampede Wrestling, Südafrika und erste WWF-Auftritte (1986–1989)
Steve Blackman begann seine Karriere als Bodybuilder und Gewichtheber, bevor er sich 1986 dem professionellen Wrestling zuwandte und seine Ausbildung an der Tony Altamore´s Wrestling School in Connecticut begann.
In Kanada trat er für Stu Hart's Stampede Wrestling an. Im Jahr 1988 hatte er am 9. März bei einer Houseshow in Watertown, New York seinen ersten Auftritt und gewann sogleich sein Debüt-Match gegen David Sammartino. Danach trat er erneut in einem Match zusammen mit Outback Jack und Brady Boone gegen The Islanders und Sivi Afi bei WWF Superstars am 8. Mai in Erscheinung. Anschließend sollte er 1989 bei der WWF unter Vollzeitvertrag genommen werden, musste davon jedoch absehen, nachdem er sich während seiner Wrestlingzeit in Südafrika eine Malaria-Infektion zuzog.

### Erholung (1991–1997)
Nach einer zweijährigen Genesungszeit von der Malaria, während der er einen Großteil seiner Muskelmasse verlor, verbrachte er weitere vier Jahre in Physiotherapie zum Wiederaufbau seiner Kondition, diese Zeit nutzte er ebenfalls zu einem ausgiebigen Martial-Arts-Training, vor allem in Tae kwon do. Als er wieder in der Verfassung für Kämpfe war, nahm er Kontakt zu seinen Freunden Brian Pillman und Owen Hart auf, für eine erneute Testanstellung bei der WWF.

### World Wrestling Federation (1997–2002)

#### Debüt und frühe Jahre (1997–2000)
Blackmans erneutes WWF-Debüt war am 3. November 1997 bei einer Episode von Raw is War, als er über die Sicherheitsabsperrung sprang, um Vader dabei zu helfen, einen Angriff der Hart Foundation zurückzuschlagen. Vince McMahon wählte ein Martial-Arts-Gimmick für Blackman aus.
Blackman wurde schließlich als Ersatz für den verletzten Del Wilkes ins Team USA bei den Survivor Series 1997 gegen das Team Kanada eingesetzt, wo er als erster Teilnehmer durch Auszählung eliminiert wurde.
In den folgenden Jahren unterstützte Blackman Ken Shamrock bei seinem Kampf gegen die Nation of Domination. Schließlich wurde er zum Heel, nachdem er sich mit Shane McMahon zusammentat. Nach seinem Wandel zum Heel nahm er fortan immer eine Sporttasche mit Martial-Arts-Waffen mit zum Ring, um diese während oder nach dem Match einzusetzen – besonders Kendo-Sticks wurden hier zu seinem Markenzeichen. Während dieser Zeit startete er eine Fehde gegen seinen früheren Partner Ken Shamrock, die den ganzen Sommer andauern sollte und ihre Höhepunkte in einem Iron Circle Match bei Fully Loaded 1999 und einem Lion’s Den Match beim Summerslam 1999 erreichte, aus welchen Blackman jeweils als Verlierer hervorging.
Blackman und Al Snow fungierten in der Folgezeit als Tag Team, welches inoffiziell Head Cheese genannt wurde, da Snow Blackman dazu gebracht hatte, einen Käsehut zu tragen, als Ergänzung zu Al Snows Maskottchen Head. Blackman hatte den Ruf, sehr ernst zu sein und keine Emotionen zu zeigen. Dies führte zu einem Comedy-Duo-Gimmick für ihr Tag Team, wobei Al Snow als rumblödelnder Scherzkeks aktiv war und Blackman stets mit ernstem Gesicht agierte. Dies führte zu diversen Comedy-Einlagen.

#### Hardcore-Zeit (2000–2002)
Nachdem sich Head Cheese auflösten, wandte sich Blackman der WWF Hardcore-Szene zu. Zu dieser Zeit wurde der Hardcore-Titel 24/7 verteidigt, nachdem diese Sonderregelung von Crash Holly eingeführt worden war.
Aufgrund dieser Regelung gab es oft Matches an Orten, die für ein Wrestlingmatch eher untypisch waren, beispielsweise Backstagebereiche, Supermärkte oder Hotels. Mit Blackman als Hardcore Champion endeten Überraschungsangriffe fortan nicht mehr zwingend in einem Titelwechsel. Blackman war als Martial-Arts-Spezialist so gefährlich in Zweikämpfen, dass auch Überraschungsangriffe nicht immer den gewünschten Erfolg brachten.
Das erste Mal, dass Blackman den Titel für längere Zeit verlor, war gegen Shane McMahon, aufgrund des Eingreifens von Test, Albert, Edge und Christian. Mick Foley setzte die 24/7-Regel anschließend vorübergehend außer Kraft, um zu verhindern, dass sich McMahon einem Rematch gegen Blackman beim Summerslam 2000 entziehen konnte. Während dieses Matches kletterten sowohl McMahon als auch Blackman auf den Bühnenaufbau, hier wurde Shane McMahon von Blackman mit einem Kendostick angegriffen und fiel etwa 6 Meter in die Tiefe. Blackman führte einen Diving Elbow aus 6 Metern Höhe aus, um schließend den Pinfall zum Rückgewinn des Titels zu landen. Nachdem Blackman mehrfach seinen Titel bei verschiedenen Gelegenheiten verteidigt hatte, verlor er ihn schließlich Ende 2000 an Raven, den Mann mit den meisten Hardcore Titel-Regentschaften. Am 18. Februar 2001 errang Blackman zum letzten Mal den Titel bei einer House Show und musste ihn auch sogleich noch in derselben Nacht wieder an seinen Rivalen Raven abgeben.
Anfang 2001 bildete Blackman erneut ein Tag Team, diesmal mit Grandmaster Sexay. Blackman spielte auch hier wieder seine Rolle als ernster und emotionsloser Wrestler. Ein wiederkehrendes Element war der Versuch von Grandmaster Sexay, Blackman nach den Matches dazu zu bringen, mit ihm zu tanzen. Nachdem im Sommer 2001 Grandmaster Sexay aus seinem WWF-Vertrag entlassen worden war, war Blackman aufgrund einer Verletzung nur noch selten im Ring zu sehen. Er bestritt seinen letzten Auftritt als Aktiver am 25. Juni 2001 bei einer Episode von Raw im Rahmen der WCW Invasion-Storyline. Im Oktober 2002 entschied die WWE seinen Vertrag nicht zu erneuern.

### Nach der WWE
Blackman eröffnete eine Schule für Selbstverteidigung in Harrisburg (Pennsylvania) mit dem Namen BlackmanMMA Mitte 2003. Blackman und der MMA-Kämpfer (UFC Hall of Famer) und Wrestler Ken Shamrock taten sich zusammen, um eine Kleidungskollektion für Profikämpfer zu promoten, genannt Ground 'n' Pound gear (GnP). Im Juli 2006 hat Blackman die Kampfsportschule „Steve Blackman's Fighting Systems“ wiedereröffnet, welche sowohl MMA- als auch Profiwrestling-Kurse anbietet. Im Rahmen der Pennsylvania Fighting Championship (PFC) veranstaltete er auch immer wieder MMA-Events in seinem Wohnort Harrisburg.
Am 10. Dezember 2007 hatte Blackman einen Gastauftritt bei der 15-Jahre-Geburtstagsfeier von Raw is War, wo er als Teilnehmer einer Battle Royal von Flash Funk eliminiert wurde. Viele Leute zeigten Interesse daran, Blackman wieder öfter im Ring zu sehen. Auch Blackman sagte auf der WWE.com-Website, dass er es manchmal vermisse und in Versuchung geraten würde, wieder zurückzukehren.

## Persönliches
Blackman ist verheiratet und hat eine Tochter.
Die Familie lebt in Harrisburg, Pennsylvania, wo Blackman die Blackman Bail Bonds, eine Agentur zur Kautionsvermittlung, betreibt.

## Bevorzugte Kampftechniken
- Finishing moves
  - Bicycle kick[7]
  - Guillotine choke[1]
  - Thrust Kick
  - Darkside Sleeper (Dragon Sleeper)

- Signature moves
  - Crucifix armbar[7]
  - Overhead chop[1]
  - Scissors kick[1]
  - Sole kick[1]
  - Fisherman Suplex
  - Karate Chop
  - Cross Armbreaker
  - Brainbuster

## Erfolge

### Titel
- World Wrestling Federation

- 6× WWF Hardcore Championship

- Stampede Wrestling

- 1× Stampede British Commonwealth Heavyweight Championship

### Auszeichnungen
- Pro Wrestling Illustrated
  - PWI führt ihn auf Platz 70 der 500 besten Solowrestler im Jahr 2001[9]